# Tobias Gostomzyk
Tobias Gostomzyk (* 1973) ist ein deutscher Rechtswissenschaftler und Hochschullehrer. 

## Leben
Von 1994 bis 2000 studierte er Jura und Journalistik in Hamburg und Straßburg. Von 2000 bis 2004 war er wissenschaftlicher Mitarbeiter bei Karl-Heinz Ladeur. Nach der Promotion (2000–2005) bei Wolfgang Hoffmann-Riem und dem juristischen Referendariat (2004 bis 2006) Hamburg war er von 2006 bis 2012 Anwalt (Medien-, Internet- und Telekommunikationsrecht) in Köln und Hannover. Seit 2012 ist er Professor für Medienrecht an der TU Dortmund.
Seine Schwerpunkte in Lehre und in Forschung sind Medien-, Internet-, Datenschutz- und Telekommunikationsrecht, Recht der IT-Sicherheitsrecht und  Schnittstellen: Rechtswissenschaft, Kommunikationswissenschaft und Medienökonomie.

## Schriften (Auswahl)
- Die Öffentlichkeitsverantwortung der Gerichte in der Mediengesellschaft. Baden-Baden 2006, ISBN 3-8329-1981-3.
- mit Ino Augsberg und Lars Viellechner: Denken in Netzwerken. Zur Rechts- und Gesellschaftstheorie Karl-Heinz Ladeurs. Tübingen 2009, ISBN 978-3-16-149924-1.
- mit Daniel Moßbrucker: „Wenn Sie das schreiben, verklage ich Sie!“ Studie zu präventiven Anwaltsstrategien gegenüber Medien. Frankfurt am Main 2019, OCLC 1112782961.
- mit Joachim Jahn (Hg.): Briefe an junge Juristen. München 2015, ISBN 3-406-67653-7.